# Atypichthys strigatus
Atypichthys strigatus is een  straalvinnige vissensoort uit de familie van loodsbaarzen (Kyphosidae). De wetenschappelijke naam van de soort is voor het eerst geldig gepubliceerd in 1860 door Günther.